# Lacul Albastru
Lacul Albastru (monument al naturii) este o arie protejată de interes național ce corespunde categoriei a III-a IUCN (rezervație naturală de tip hidro-geologic), situat în județul Maramureș, pe teritoriul administrativ al orașului Baia Sprie. 

## Localizare
Aria naturală se află în partea central vestică a județului Maramureș și cea nord-vestică a orașului Baia Sprie, la o altitudine de 530 m. la poalele Munților Gutâi (grupă muntoasă a Carpaților Maramureșului și Bucovinei ce  aparțin de lanțul muntos al Carpaților Orientali), în apropierea drumului național DN18 care leagă municipiul Baia Mare de orașul Sighetu Marmației.

## Descriere
Rezervația naturală a fost declarată arie protejată prin Legea Nr. 5 din 6 martie 2000 publicată în Monitorul Oficial al României Nr. 152 din 12 aprilie 2000 (privind aprobarea Planului de amenajare a teritoriului național - Secțiunea a III-a -  arii protejate) și ocupă o suprafață de 0,50 hectare.
Aria protejată reprezintă o întindere de apă (lac) de formă eliptică cu o adâncime de până la 4 m, apa provenind din precipitațiile infiltrate în lucrările unei vechi excavații miniere. Conținutul apei în sulfat de fier și melanterit, substanțe provenite de la vechea mină, conferă lacului o culoare verde-albăstruie.
Lacul Albastru din Maramureș este unicat în Europa datorită felului în care s-a format, dar și datorită unei proprietăți pe care acesta o are, schimbându-și culoarea în funcție de anotimp, de poziția soarelui sau de temperatura apei. Lacul artificial s-a format în anul 1920, prin prăbușirea unei vechi galerii de mină.
Lacul are o culoare aparte. Această culoare este dată de conținutul apei, bogată în sulfat de fier și melanterit, substanțe provenite de la vechea mină din apropierea lacului. Conform cercetătorilor, acesta are o concentrație chimică destul de puternică, acidul sulfuric fiind prezent într-o concentrație de 7.8 g la litru.
Primăvara, Lacul Albastru are culoarea albastru deschis și albastru închis, vara, când este mai cald, are culoarea verde închis și uneori cu reflexe de smarald. Toamna, culoarea lacului devine verde închis și uneori maro. Se spune că aceste schimbări se datorează atât temperaturii apei, cât și poziției soarelui.

## Atracții turistice
În vecinătatea rezervației naturale se află mai multe obiective de interes turistic (lăcașuri de cult, monumente istorice, arii protejate, zone naturale), astfel:

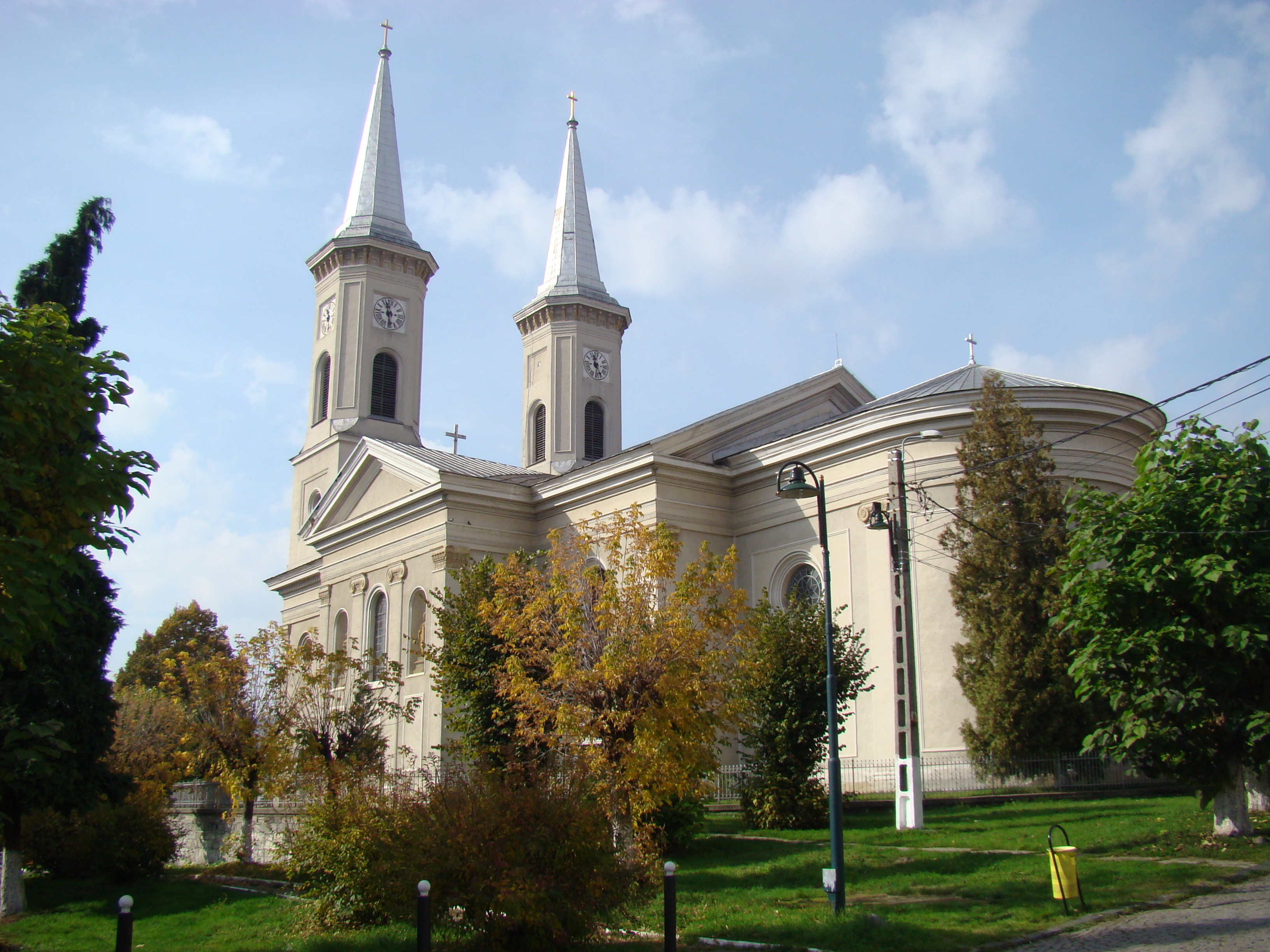
Biserica romano-catolică „Adormirea Maicii Domnului” din Baia Sprie

- Biserica ortodoxă cu hramul „Adormirea Maicii Domnului”, construcție 1793, monument istoric
- Biserica ortodoxă cu hramul „Sfinții Arhangheli Mihail și Gavriil” (1775) din satul Satu Nou de Sus
- Biserica romano-catolică în stil gotic (secolele al XIV-lea – al XV-lea) din satul Tăuții de Sus
- Biserica „Sfinții Apostoli Petru și Pavel”,  din Tăuții de Sus, construcție 1779
- Biserica romano-catolică (1846-1858)
- Casa iezuiților (secolul al XVI-lea – secolul al XVII-lea)
- Calea Crucii și capela „Calvaria” (secolul al XVII-lea)
- Casa parohială romano-catolică (1773)
- Casa parohială ortodoxă (1836)
- Casa din lemn „Csaszi” (1754)
- Clădirea fostului sediu al Oficiului minelor (1733), azi Primăria orașului
- Rezervația fosiliferă Chiuzbaia
- Munții Gutâi